# Península de Baja California
La península de Baja California (denominada en ocasiones como península de la Baja California), está localizada al noroeste de México. Penetra en el océano Pacífico, formando el golfo de California entre su costa oriental y las costas de Sonora y Sinaloa. Tiene una longitud aproximada de 1250 km y comprende los estados mexicanos de Baja California y Baja California Sur. Inicia en la frontera de México con Estados Unidos y termina en un cabo con enormes formaciones rocosas, entre las que se encuentra el llamado Arco Monumental. 
Su área es de 143 396 km², su anchura media va desde 40 km en su punto más estrecho hasta 320 km en su punto más ancho. Tiene aproximadamente 3,000 km de costa y alrededor de 65 islas.
La península de Baja California tiene un gran desarrollo y potencial turístico, debido a que sus playas despiertan el interés de los residentes de la misma, de diversas partes de México y de los visitantes de los estados de California, Arizona y Nevada, de donde proviene un importante y constante flujo turístico en busca de las aguas más templadas del océano Pacífico y del golfo de California, que son cálidas todo el año, por lo cual se puede disfrutar de gran variedad de temperaturas, tipos de playas, especies marítimas de pesca deportiva, así como sierras, parques nacionales, grandes desiertos con vegetación y especies zoológicas endémicas y únicas, por lo que menudean los refugios protegidos para la fauna y la flora, tanto en el océano y el golfo como en las islas y en el macizo peninsular. Cabe decir que a muchos de estos puntos contrastantes se puede llegar en poco tiempo y con comodidad, debido a la forma esbelta de la península y a la creciente infraestructura aeroportuaria, carreteril, turística y ecológica.

## Ciudades más pobladas
Las ciudades más pobladas de la península de Baja California en 2020 fueron:

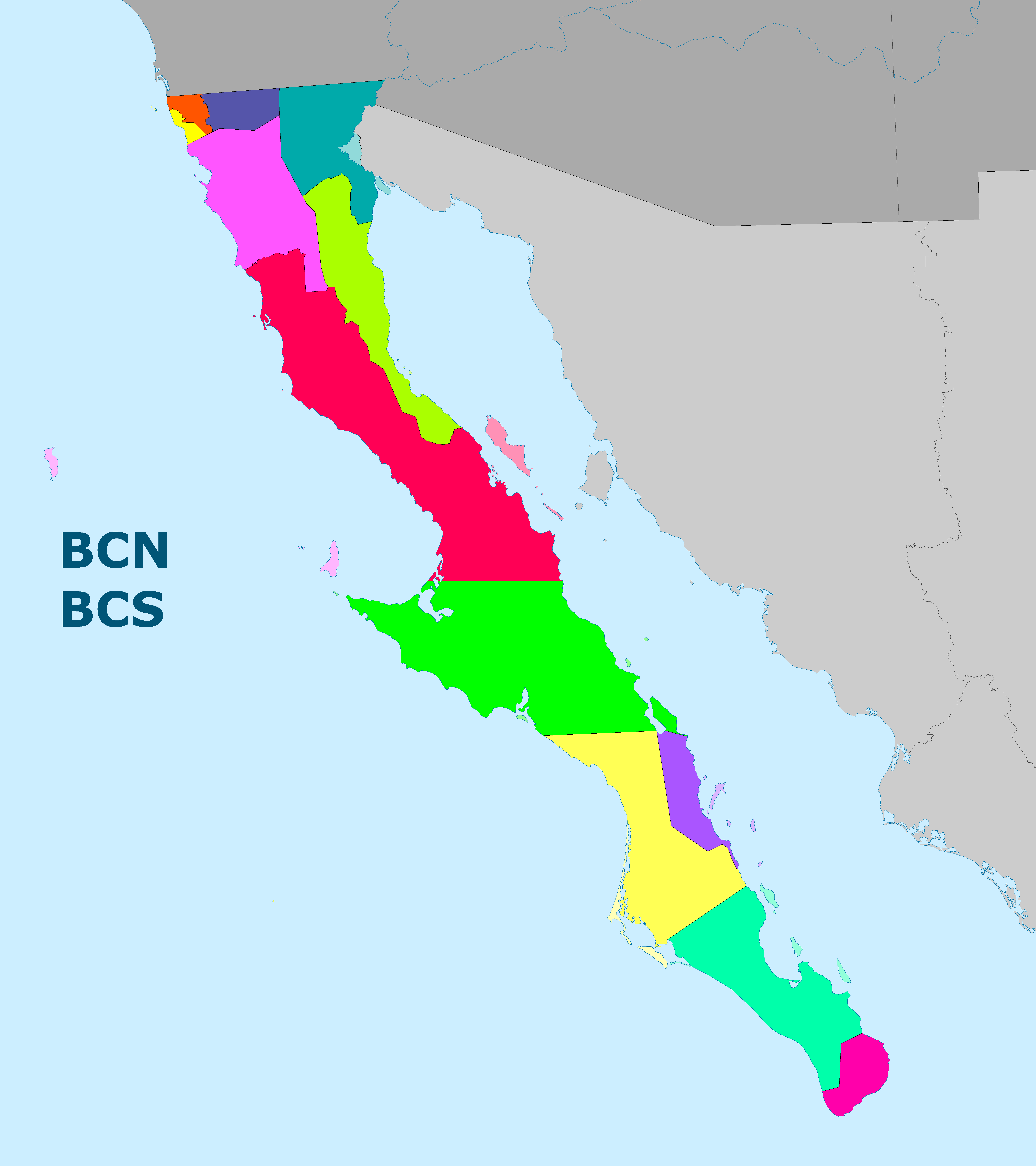
Municipios en la Península de Baja California desde 2022.

| Ciudad              | Población | Municipio          | Estado              |
| ------------------- | --------- | ------------------ | ------------------- |
| Tijuana             | 1 810 645 | Tijuana            | Baja California     |
| Mexicali            | 854 186   | Mexicali           | Baja California     |
| Ensenada            | 330 652   | Ensenada           | Baja California     |
| La Paz              | 250 141   | La Paz             | Baja California Sur |
| Cabo San Lucas      | 202 694   | Los Cabos          | Baja California Sur |
| San José del Cabo   | 136 285   | Los Cabos          | Baja California Sur |
| Playas de Rosarito  | 100 660   | Playas de Rosarito | Baja California     |
| Tecate              | 81 059    | Tecate             | Baja California     |
| Ciudad Constitución | 43 805    | Comondú            | Baja California Sur |
| Villa del Campo     | 33 360    | Tijuana            | Baja California     |

## Los primeros pobladores de la península de Baja California
En remota antigüedad calculada en catorce mil años llegaron a la península por la ruta de las costas del océano Pacífico los primeros grupos humanos nómadas. Vivían una forma de economía de subsistencia o sobrevivían.
Tres zonas culturales se han distinguido y examinado arqueológicamente los restos óseos de unos 100 individuos distribuidos en los museos del mundo, así de la región norte habitada por los yumanos, -cultura Yumana- la región central o del desierto central –cultura comondú- y la región sur o del cabo -cultura de las Palmas-.
En la cultura Yumana, la encontramos al norte y sur de la actual frontera de California EUA y Baja California México podemos encontrar a las tribus de kumiai, kiliwas, pai pai, y cucapás, cahilla y akula ; la cultura comondú, abarcaba desde el sur de Comondú en el paralelo 26° hasta el 28°55´ latitud norte la cual comprende de manera general el desierto central y la cultura las Palmas en la región del extremo sur de la península, o en la zona de los cabos.
Existían tres grupos tribales perfectamente definidos en la época prehispánica, a saber: los pericúes, los guaycuras y los cochimíes. Los pericúes habitaban la parte sur de la península y se extendían hacia el norte, desde cabo San Lucas hasta la parte media de la península. Los guaycuras habitaban la parte media y los cochimíes en el extremo norte. 

## El descubrimiento de la península
Se considera a Hernán Cortés descubridor de la península, porque fue el primer europeo que desembarcó en ella, Fortún Jiménez, piloto al mando del navío Concepción, lo hizo como parte de una expedición hecha por cuenta y riesgo del propio Cortés. Al avistar la península y desembarcar en ella en 1534, Fortún Jiménez pensó que era una isla, aunque pocos años después otra expedición auspiciada por Cortés descubrió que no era así.

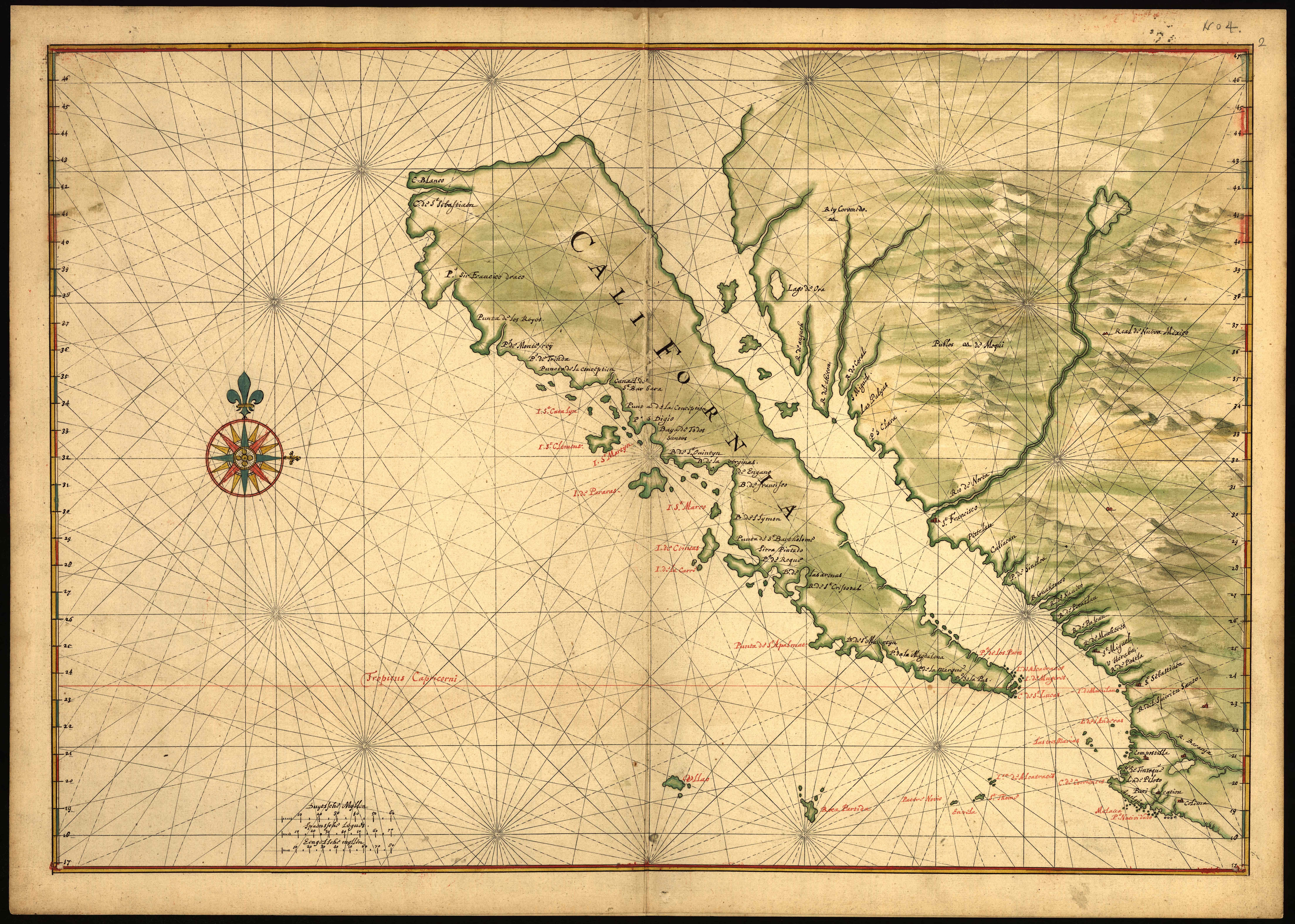
La Isla de La California.

 El mapa antiguo que está a la derecha es el original del Padre Kino, quien, antes de su expedición al norte, pensaba que la California era una isla, a pesar de que, desde 1540, 140 años antes, ya había sido perfectamente cartografiada como península por Domingo del Castillo. Este error y desconocimiento del padre Kino ha causado una gran confusión en la historiografía moderna, sobre todo en la norteamericana. 
Francisco de Ulloa, fue el primero en recorrer ambos litorales de la península de California entre 1539 y 1540. Francisco de Ulloa, al navegar y reconocer en su totalidad la parte alta del Golfo de California, conocido hoy como Mar de Cortés, estableció correctamente
que la península no era una isla sino península, como se había creído equivocadamente desde el primer descubrimiento de esas tierras por Fortún Jiménez y Hernán Cortés. 
Quizá por el secretismo con que la Corona Hispánica conservaba su cartografía, la idea de que la California era una gran isla se propagó gracias a los erróneos mapas franceses e ingleses, cuyos marinos nunca habían estado en la zona, llevando incluso a que, en 1680, el jesuita Eusebio Francisco Kino pensase que había descubierto la verdadera condición de la Baja California. El Padre Kino era geógrafo y cartógrafo, por lo que él mismo corrigió su mapa inicial, en el que llamaba isla La California, y la juntó al macizo continental, con el nombre de Californias o Carolinas. A partir de entonces, se comenzó a llamar las Californias a la zona, para diferenciar a la Antigua o Baja California, al sur, de la Nueva o Alta California, al norte.

### La primera expedición
Durante su estancia en España en 1529, Cortés negoció una capitulación sobre los futuros descubrimientos en la mar del Sur, como entonces se llamaba al océano Pacífico. Vuelto a Nueva España (México), el 30 de junio de 1532 envió a su primo Diego Hurtado de Mendoza para que explorara las islas y litorales de la Mar del Sur, más allá de los límites de la audiencia de la Nueva Galicia, entonces gobernada por Nuño de Guzmán, enemigo acérrimo de Cortés.
Partió la expedición en dos barcos desde los astilleros de Cortés en el istmo de Tehuantepec (actual estado de Oaxaca). Después de tocar Manzanillo (Colima) se fueron costeando los hoy estados de Jalisco y Nayarit--que por entonces formaban parte de la audiencia de la Nueva Galicia--hasta descubrir las islas Marías. De regreso a tierra firme, en la bahía de Matanchén (Nayarit), Nuño de Guzmán, señor de la región, les negó permiso para abastecerse de agua.
Con los barcos maltratados por las tormentas, la expedición emprendió el regreso y arribó a las costas del actual estado de Jalisco, terminando en manos de Nuño de Guzmán. El otro navío, en el que iba Diego Hurtado, tomó rumbo al norte, y jamás ninguno de los que iban a bordo regresó a la Nueva España ni se volvió a tener noticias de ellos. Años después, el autor de la Segunda Relación Anónima de la Jornada que Hizo Nuño de Guzmán a la Nueva Galicia, recogió algunos informes que hacen suponer que la nave naufragó en el litoral Norte del hoy estado de Sinaloa, pereciendo Diego Hurtado y el resto de la tripulación.

### La segunda expedición
El navío Concepción, al mando del capitán y comandante de la expedición Diego de Becerra, fue una de las dos naves que Hernán Cortés envió en 1533 en un segundo viaje de exploración de la Mar del Sur, poco después de la conquista de México-Tenochtitlan. La otra nave era el San Lázaro, al mando del capitán Hernando de Grijalva.
Zarpó la expedición desde el hoy puerto de Manzanillo (Colima) el 30 de octubre de 1533 y el día 20 de diciembre las naves ya se habían separado: el San Lázaro, que se había adelantado, esperó en vano al Concepción durante tres días y al no saber del navío acompañante, se dedicó a explorar el Pacífico y descubrió el archipiélago de Revillagigedo. A bordo del Concepción todo era diferente: el navegante y segundo en el mando, Fortún Jiménez, se amotinó y asesinó mientras dormía al capitán Diego de Becerra; después agredió a los tripulantes que se mostraron leales al asesinado capitán y posteriormente abandonó a los heridos en las costas de Michoacán junto con los frailes franciscanos que les acompañaban en la travesía.
Fortún Jiménez navegó hacia el noroeste siguiendo la costa y en algún momento giró hacia el oeste y llegó a una apacible bahía; pensó que había arribado a una isla y jamás supo que había arribado a una península que, con el tiempo, se llamaría península de la Baja California. Se encontró con nativos que hablaban una lengua desconocida, andaban semidesnudos y eran muy diferentes de los nativos del altiplano mexicano que tenían una cultura desarrollada.
Los tripulantes que le acompañaban, al ver a las mujeres semidesnudas y a causa de la larga vigilia sexual, se dedicaron a tomarlas por la fuerza. También se habían dado cuenta de que en lugar abundaban las perlas que los nativos extraían de las conchas de los moluscos que abundaban en la bahía, así que se dedicaron a saquear el lugar y a abusar de las mujeres. Es necesario resaltar que ni Fortún Jiménez ni sus acompañantes bautizaron ninguno de los sitios que encontraron y que serían otros exploradores quienes darían nombre a los lugares visitados por ellos.
El abuso de las mujeres y el saqueo provocaron un violento enfrentamiento con los nativos que terminó con la muerte de Fortún y algunos de sus compañeros. Los sobrevivientes se retiraron del lugar y abordaron a duras penas el Concepción, navegando erráticamente durante varios días hasta llegar a las costas del hoy estado de Jalisco, en donde se toparon con los subalternos de Nuño de Guzmán, que les requisaron la nave y los tomaron prisioneros.

### La tercera expedición
Después de haber patrocinado dos expediciones sin resultados materiales, Hernán Cortés decidió encabezar por sí mismo el tercer viaje de exploración. Molesto Cortés porque Nuño de Guzmán, su archienemigo de siempre, le había requisado un barco en la primera expedición, y el Concepción en la segunda, decidió hacerle frente en su propia demarcación y desde ahí montar la tercera expedición. Para ello preparó un gran número de tropas de a pie y a caballo para marchar sobre la provincia de la Nueva Galicia, el señorío de Nuño de Guzmán. 
Antonio de Mendoza y Pacheco, virrey de la Nueva España advirtió a Cortés el 4 de septiembre de 1534 «que no enfrentase a quien le había requisado sus barcos», a lo que Cortés se negó alegando que había gastado más de 100 000 castellanos de oro, además de haber sido designado por el rey Carlos I para conquistar y descubrir nuevos territorios.
El enfrentamiento entre Cortés y Nuño de Guzmán nunca tendría lugar. El proyecto de Cortés era ambicioso: enviaría los navíos a Chametla, cerca de la actual Escuinapa, Sinaloa, en el territorio gobernado por Nuño de Guzmán y allí abordaría el ejército de tierra comandado por él. Para llegar a Chametla, Cortés tuvo que atravesar durante varios días con su ejército la Nueva Galicia.
Cuenta Bernal Díaz del Castillo que cuando en la Nueva España se supo que el marqués de Oaxaca iba de conquista nuevamente, muchos «creyeron que era cosa cierta y rica» y se ofrecieron a servirle soldados de a caballo, arcabuceros y ballesteros, y 34 casados con sus mujeres; en total, 320 personas y 150 caballos. Y añade Bernal que los navíos estaban muy bien provistos de bizcocho, carne, aceite, vino y vinagre, mucho rescate, tres herreros con sus fraguas y dos carpinteros de ribera con sus herramientas, además de clérigos y religiosos, y médicos, cirujanos y botica.
A pendón alzado arribó el ejército de Cortés a la población de Santiago de Galicia de Compostela, hoy Municipio de Compostela (Nayarit), donde el gobernador Nuño de Guzmán lo acogió amistosamente. En la tal población Cortés y su ejército permanecieron durante cuatro días antes de proseguir su viaje. Se dice que Nuño de Guzmán aconsejó a Cortés no seguir con el viaje de exploración, si bien le proveyó de bastimentos, en tanto que Cortés se asombró de la pobreza en que vivía Nuño de Guzmán. Sin duda alguna, el amable recibimiento que Guzmán hizo al conquistador de México se debió al ejército que le acompañaba, pues tras la partida de Cortés, Nuño de Guzmán dirigió una carta a la Audiencia en México quejándose de que el marqués del Valle (de Oaxaca) había querido penetrar con su gente en su gobernación, siendo que sólo era Capitán General.
En Chametla (Sinaloa), después de atravesar los hoy estados de Jalisco y Nayarit, territorio conocido como parte de la audiencia de la Nueva Galicia en esa época, Cortés y su comitiva abordaron los buques Santa Águeda y San Lázaro, embarcando asimismo 113 peones, 40 jinetes con todo de a caballo y dejando en tierra a 60 jinetes más, según informó a la Real Audiencia el gobernador Guzmán.
El San Lázaro, que llevaba a Cortés junto con su expedición, puso rumbo al noroeste, y el 3 de mayo de 1535 arribó a una bahía que el Marqués nombró Bahía de la Santa Cruz, actualmente La Paz (Baja California Sur). En tal lugar se confirmó la muerte de su subalterno Fortún Jiménez a manos de los nativos.
Tras tomar posesión de la Bahía de la Santa Cruz, Cortés decidió establecer allí una colonia, para lo que mandó traer los soldados y bastimentos que había dejado en Sinaloa. Quiso la mala fortuna que el mal tiempo destruyera los buques; únicamente regresó a la bahía de Santa Cruz un navío que portaba una carga de cincuenta fanegas de maíz. Como esto no bastara para alimentar a toda la expedición, Cortés salió personalmente en busca de víveres. Una vez más lo conseguido se mostró insuficiente, por lo que Cortés decidió retornar a la Nueva España con intención de abastecerse debidamente. Al mando del poblado de la Santa Cruz quedó Francisco de Ulloa, pero las quejas de los familiares de quienes se habían quedado en la península hicieron que el virrey ordenara el abandono de la población y el retorno de los pobladores a la Nueva España.
Tras el fracasado tercer viaje de exploración y el frustrado intento de fundar una colonia en las tierras recién descubiertas y que le pertenecían por Cédula Real, nació al parecer el nombre de California, nombre con el que se conocen actualmente la península de Baja California, el golfo de California, y tres estados, California en Estados Unidos; Baja California y Baja California Sur, en México. Un burlón enemigo de Cortés, a quien un escritor de la época cita como Alarcón, en clara alusión a Las sergas de Esplandián, novela de caballería de boga en esos días, dio por nombrar en tono burlesco a las abandonadas tierras como California para zaherir a Cortés. Como fuere, esas tierras siguen llevando tal nombre, además de que el golfo de California es conocido también como mar de Cortés.

## Alta California
De manera independiente de la península, los españoles conocieron la actual California desde el siglo XVI. Explica Martha Soto en su estudio sobre la Colonización de la zona:  En 1539, Francisco de Ulloa llegó al extremo sur de Alta California pues descubrió el delta del Río Colorado; al año siguiente, Fernando de Alarcón navegó por el río Colorado hasta su confluencia con el Gila. Al poco tiempo se iniciaron las expediciones marítimas que tenían por objeto explorar el litoral californiano. Juan Rodríguez Cabrillo exploró, entre 1542 y 1543, la costa noroccidental del continente americano hasta el paralelo 44°. Rodríguez Cabrillo navegó por lo que hoy conocemos como la Bahía de San Diego y el Canal de Santa Bárbara.
Cuando se abrió el comercio entre las islas Filipinas y la Nueva España (1565), se pensó en la posibilidad de habilitar un puerto en la Alta California que sirviera como puesto para el reabastecimiento y la protección del Galeón de Manila. Mientras el gobierno español preparaba las expediciones que saldrían en busca del puerto requerido; Francis Drake, navegante inglés, zarpaba de Huatulco (Oaxaca) rumbo al norte (1579), visitó la costa de Alta California hasta el cabo Mendocino y tomó posesión de New Albion, como llamó al territorio, a favor de la corona británica. El gobierno español, a su vez, quiso proteger lo que consideraba su territorio, y envió sucesivamente a Francisco de Gali (1584), Pedro de Unamuno (1587) y Sebastián Rodríguez de Cermeño (1595) para explorar la costa. Cabe señalar que estas tres expdiciones tuvieron poco éxito en demarcar la costa porque se realizaron a bordo del galeón de Manila cuando éste regresaba de las Filipinas.
En 1599, el rey Felipe III envió una cédula al virrey Gaspar de Zúñiga y Acevedo Conde de Monterrey en la que ordenaba la exploración minuciosa de la costa de Alta California. El conde eligió a Sebastián Vizcaíno como jefe de la expedición que exploraría la región. Vizcaíno zarpó de Acapulco el 5 de mayo de 1601. Durante el viaje se dio su nombre actual a la bahía de San Diego y fue descubierto el puerto de Monterrey, así llamado en honor del virrey. Cuando Vizcaíno regresó, desembarcó en Acapulco el 21 de marzo de 1602, el informe que presentó sobre el puerto descubierto fue tan atractivo que el virrey estuvo dispuesto a colonizarlo. La expedición colonizadora no se realizó porque el nuevo virrey Juan de Mendoza y Luna, marqués de Montesclaros, suspendió el proyecto. En ese momento todo interés por la ocupación de la Alta California quedó adormecido ante la posibilidad de establecer relaciones comerciales permanentes entre Filipinas y Japón...
El interés por explorar la Alta California despertó. Las misiones jesuitas en la península de Baja California significaron años de intensa labor. Se pensaba que iba a ser igual de difícil colonizar la nueva zona. El proceso fue interrumpido en 1767, por la expulsión de los jesuitas. Al año siguiente Fray Junípero Serra al frente de dieciséis franciscanos llegó a la Alta California para evangelizarla. La Baja California quedó en manos de los dominicos.